# Aegithalos
Aegithalos – rodzaj ptaków z rodziny raniuszków (Aegithalidae).

## Występowanie
Rodzaj obejmuje gatunki występujące w Eurazji.

## Morfologia
Długość ciała 10,5–16 cm, masa ciała 4–10,4 g.

## Systematyka

### Etymologia
- Aegithalos (Aegithalus, Aegythalus, Oegithalus): gr. αιγιθαλος aigithalos – „sikora”. Trzy różne gatunki zostały ujęte pod tą nazwą przez Arystotelesa: raniuszek zwyczajny, bogatka zwyczajna i modraszka zwyczajna[11].
- Acredula: średniowiecznołac. agredula – „sikorka”, od łac. acredula lub agredula – „wróżbiarski ptak”[12]. Gatunek typowy: Parus caudatus Linnaeus, 1758.
- Aegithaliscus: zdrobnienie gr. αιγιθαλος aigithalos – „sikora”[13]. Gatunek typowy: Parus erythrocephalus Vigors, 1831 = Psaltria concinna Gould, 1855.
- Acanthiparus: gr. ακανθα akantha – „cierń”, od ακη akē – „punkt”; rodzaj Parus Linnaeus, 1758, sikora[14]. Gatunek typowy: Acanthiparus niveogularis Gould, 1855.

### Podział systematyczny
Do rodzaju należą następujące gatunki:
- Aegithalos leucogenys (F. Moore, 1854) – raniuszek czarnobrody
- Aegithalos exilis (Temminck, 1836) – raniuszek malutki – takson włączony do tego rodzaju na podstawie badań filogenetycznych[16]
- Aegithalos concinnus (Gould, 1855) – raniuszek czarnogardły
- Aegithalos niveogularis (Gould, 1855) – raniuszek białogardły
- Aegithalos iouschistos (Blyth, 1845) – raniuszek rdzawy
- Aegithalos caudatus (Linnaeus, 1758) – raniuszek zwyczajny
- Aegithalos glaucogularis (Gould, 1855) – raniuszek czarnołbisty – takson wyodrębniony ostatnio z A. caudatus[17][18]